# Embernagra longicauda
Embernagra longicauda là một loài chim trong họ Thraupidae.